# Централен район (Рига)
Район Централен (на латвийски: Centra rajons) е една от шестте административни единици, които изграждат латвийската столица Рига. Районът се намира в централната част на града. Официално е създаден като административна единица през 1941 под името Киров и получава сегашното си име на 28 декември 1990. Център е един от двата рижки района, които не са кръстени на историко-културни райони на Латвия. Централният район е най-слабонаселеният в столичния град с общо 25 073 жители към 2009. Общата му площ от 3 km² го нарежда на последно място по територия, но за сметка на това на първо по гъстота на населеност. Граничи с всички останали рижки административни единици. Центърът е най-старата част на Рига; в този район са разположени повечето административни сгради, множество паметници на културата, обществени сгради и развлекателни центрове.

## Квартали
- Център
- Стар град

## Етническа структура
- Латвийци – 15 823 (61,02%)
- Руснаци – 6472 (24,95%)
- Беларуси – 461 (1,77%)
- Украинци – 564 (2,17%)
- Поляци – 365 (1,40%)
- Други – 2245 (8,65%)